# Rewind (Ricky Fanté)
Rewind è il secondo album in studio del cantante statunitense Ricky Fanté, pubblicato il 13 luglio 2004 dalla Virgin.

## Tracce
1. I Let You Go – 3:33
2. It Ain't Easy (On Your Own) – 3:28
3. Smile See All – 3:31
4. Why See All 2 – 4:00
5. Are You Lonely Too? – 4:02
6. Love Doesn't Live Here No More – 2:55
7. It's Over Now – 5:11
8. He Don't Love You – 3:36
9. My Song – 2:39
10. If It's Love – 3:48
11. Oh Yeah – 2:47
12. A Woman's Touch – 7:07